# Francisella tularensis
Francisella tularensis — nieprzetrwalnikująca, Gram-ujemna bakteria wewnątrzkomórkowa będąca czynnikiem etiologicznym tularemii, ostrej choroby zakaźnej zwierząt i ludzi. Przyjmuje ona kształt pałeczki o wielkości 0,2–0,5 μm do 0,7–1,0 μm.

## Podział
Gatunek Francisella tularensis dzieli się na trzy podgatunki:
- Typ A – F. tularensis subsp. tularensis,
- Typ B – F. tularensis subsp. holarctica,
- F. tularensis subsp. mediasiatica, najmniej zbadany z podgatunków.

Zarówno typ A jak i typ B są zdolne wywołać chorobę, choć jedynie typ A wywołuje zakażenia zagrażające życiu. Dotychczas nie stwierdzono zakażenia u człowieka podgatunkiem mediasiatica. Istnieje również pokrewny gatunek Francisella novicida dawniej uznawany za jeden z podgatunków F. tularensis, wykazujący zjadliwość wobec osób z defektami immunologicznymi.

## Cykl życia
F. tularensis posiada zdolność wnikania i rozmnażania się w różnych typach komórek, najczęściej atakuje jednak makrofagi. Wnika do nich poprzez fagocytozę, opuszczając fagosomy zainfekowanych komórek i intensywnie namnażając się w ich cytozolu, ostatecznie doprowadzając do apoptozy makrofaga i opuszczając go w celu zainfekowania dalszych komórek.

## Historia
F. tularensis została odkryta w 1911 roku przez amerykańskiego lekarza George'a Waltera McCoya, który wyizolował ją z wiewiórek wykazujących objawy wskazujące na zakażenie pałeczką dżumy (Yersinia pestis). Bakterię nazwał Bacterium tularense na cześć hrabstwa Tulare w Kalifornii, gdzie ją odkryto. Dopiero w 1919 lekarz Edward Francis określił bakterię jako czynnik etiologiczny tularemii, znanej wcześniej w Stanach Zjednoczonych jako deer-fly fever (ang. gorączka strzyżaka sarniego). Na jego cześć rodzaj bakterii przyjął nazwę Francisella.